# Limbric
Limbric este denumirea comună a unui vierme cilindric parazit, Ascaris lumbricoides, care poate parazita intestinul omului sau al animalelor. Boala produsă de acest vierme se numește ascaridioză.

## Descriere
Este un vierme cilindric cu extremitățile ascuțite, de culoare alb-gălbuie și cu o lungime de 15–20 cm. Prezintă dimorfism sexual, femela fiind mai mare decât masculul. La capătul anterior, limbricul are orificiul bucal, înconjurat de trei buze groase, iar la capătul posterior - orificiul anal. Limbricul este primul din seria animală la care aceste două orificii sunt separate.

## Ciclul vieții
Viermii adulți trăiesc în lumenul intestinului subțire al gazdei. Femela depune aici numeroase ouă (aproximativ 240.000/zi). În absența masculului, femela depune ouă nefecundate, care nu au capacitate infestantă. Ouăle rezultate din înmulțirea sexuată conțin o singură celulă ou, nedivizată (sunt unicelulare, neembrionate). Au un înveliș protector rezistent. Sunt eliminate în mediu odată cu excrementele gazdei. Sunt foarte rezistente în mediul extern, putând rămâne viabile pe sol mai mult de 1 an. Nu sunt infestante dacă sunt ingerate în stadiul de ouă neembrionate. Atunci când întâlnesc condiții favorabile (sol umed, umbrit, temperatură ambientală de 22-24 °C), celula ou pe care o conțin începe să se dividă, și ouăle devin embrionate și infestante într-un interval care poate varia de la 18 zile la 3 săptămâni.
Ouăle embrionate contaminează solul, apa și plantele cu care au venit în contact. Ele pot fi înghițite de om sau animale odată cu acestea (prin consum de apă contaminată, fructe și legume nespălate, mâini murdare, geofagie).
Ajunse în intestinul subțire, ouăle embrionate eclozează, eliberând larve care invadează mucoasa intestinală și ajung, pe calea circulației portale și limfatice, în ficat. Aici suferă un prim ciclu larvar de maturație, cu durata de 4 zile. Apoi, pe calea circulației sistemice, ajung în plămâni. Urmează un nou ciclu larvar de maturație, cu o durată de 10-14 zile, după care larvele străbat peretele alveolar și urcă prin arborele traheobronșic până în faringe, de unde sunt înghițite. Ajungând din nou în intestinul subțire, din larve se dezvoltă viermii adulți, și ciclul se reia.
Din momentul ingestiei, ouăle infestante au nevoie de 2-3 luni ca să evolueze până la stadiul de viermi adulți, în care femela depune prima ei serie de ouă. Durata de viață a unui vierme adult este de 1-2 ani. Limbricul poate fi depistat prin efectuarea unui examen coproparazitologic și prin creșterea euzinofilelor în sânge (în special în perioada bronhopulmonară)